# Scotopteryx subvicinaria
Scotopteryx subvicinaria là một loài bướm đêm trong họ Geometridae.